# Kimberella quadrata
La kimberella (Kimberella quadrata) è un enigmatico organismo estinto forse ancestrale ai molluschi, vissuto nel Proterozoico superiore (Ediacarano, circa 550 milioni di anni fa). I suoi resti fossili sono stati ritrovati in Australia e nella regione del Mar Bianco (Russia). Altri resti di dubbia identificazione sono stati ritrovati in India.

## Descrizione
Di forma ovale, questo organismo aveva simmetria bilaterale e presentava dimensioni notevolmente variabili (tra i 3 e i 14 centimetri di lunghezza). La kimberella possedeva una struttura simile a una valva che ricopriva gran parte della superficie superiore dell'organismo; al di fuori di questa “conchiglia” sporgeva quello che è stato interpretato come un “mantello”. Sembra che questa parte dell'animale fosse molle e avesse una struttura crenulata. È possibile che la kimberella possedesse una sorta di proboscide, alla sommità della quale era presente una radula. Questa struttura, tipica dei molluschi, serviva a raschiare particelle di cibo dal fondale marino.

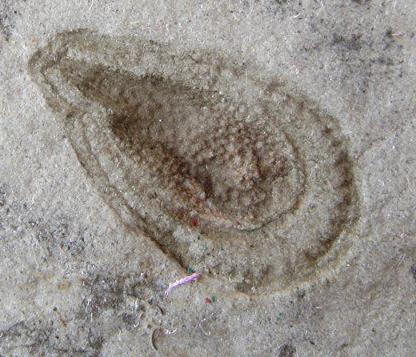
Fossile di kimberella

## Tracce fossili
Accanto a molti fossili di kimberella sono state ritrovate tracce rettilinee, disposte più o meno a ventaglio; questi resti sono stati interpretati come icnofossili (Radulichnus) rappresentanti tracce di pascolo, prodotti probabilmente dalla stessa kimberella mentre si stava nutrendo tramite l'azione della radula posta sulla sommità della proboscide.

## Affinità
Descritta per la prima volta nel 1966 sulla base di pochi esemplari mal conservati, la kimberella era stata originariamente classificata da Glaessner e Daily all'interno del gruppo delle cubomeduse. Recentemente, però, numerosi esemplari dall'ottima fossilizzazione, rinvenuti nella regione del Mar Bianco in Russia, hanno consentito agli studiosi di esaminare l'anatomia dell'animale attraverso maggiori dettagli.
Mikhail Fedonkin e Ben Waggoner hanno mostrato che la kimberella era un animale a simmetria bilaterale con parti rigide. Una struttura ovoidale presente nella parte centrale dei fossili potrebbe rappresentare un guscio non mineralizzato: anche per questo motivo, i due studiosi hanno ritenuto probabile l'inclusione della kimberella nel phylum dei molluschi. Ciò rappresenterebbe la prova che moderni animali a simmetria bilaterale esistevano già ben prima della cosiddetta “esplosione cambriana”, avvenuta circa 20 milioni di anni dopo (Fedonkin e Waggoner, 1997). Altri studiosi hanno avvicinato la kimberella agli echinodermi.

## Stile di vita
È probabile che la kimberella si muovesse sul fondale marino, strisciando attraverso i numerosi rangeomorfi presenti nel suo habitat. Probabilmente questo animale estendeva una proboscide per nutrirsi, usando la radula per strappare le alghe o altri organismi. La kimberella potrebbe rappresentare uno dei pochi organismi predatori dell'Ediacarano.